# Ајлин Колинс
Ајлин Мари Колинс (енгл. Eileen Marie Collins; Елмајра, 19. новембар 1956) је пензионисани астронаут NASA-е и пензионисани пуковник америчких ваздухопловних снага. Бивши војни инструктор и пилот тест, Колинс је била прва жена пилот и прва женска командирка свемирског шатла. За свој рад добила је неколико медаља. Пуковница Колинс је забележила 38 дана 8 сати и 20 минута у свемиру. Колинс се повукла 1. маја 2006. године, да би се бавила приватним интересима, укључујући службу као члан одбора USAA.

## Младост
Колинс је рођена у Елмајри, Њујорк. Њени родитељи су били Джејмс Е. и Роуз Мари Колинс, имигранти из Каунти Корт, Ирска. Као дете, учествовала је у Извиђачицама, и показала интересовање како у свемирском лету тако и као пилот. Након што је дипломирала на Елмајра Фри Академији 1974. године, Колинс је похађала Corning Community College, где је 1976. године стекла диплому из математике / науке. Дипломирала је 1978. на Универзитету у Сиракузи са дипломом из математике и економије. Дипломирала је операциона истраживања на Универзитету Станфорд 1986. године, а магистрираla из области управљања свемирским системима са Универзитета Вебстер 1989. године.

## Каријера у Америчком ратном ваздухопловству
Након дипломирања на Сиракузу, била је једна од четири жене изабране за обуку пилота у Vance Air Force Base, Оклахома. Након што је зарадила пилотска крила, остала је на Vance-у три године као Т-38 Талон пилотски инструктор пре преласка на Ц-141 Starlifter у Travis Air Force Base, Калифорнија. Од 1986. до 1989. била је распоређена у америчку ваздухопловну академију у Колораду, где је била асистенткиња из математике и Т-41 инструкторски пилот. Године 1989, Колинс је постала друга жена која је похађала школу пилота америчких авијација и дипломирала. Изабрана је за програм астронаута 1990. године. Колинс је у браку с пилотом Патом Јангсом 1987; имају двоје деце.

## Астронаут
Колинс је изабрана да буде астронаут 1990. године и први пут је летела Спејс шатлом као пилот 1995. године на СТС-63, који је укључивао састанак између Discovery-а и руске свемирске станице Mir. Као признање за њено достигнуће као први женски пилот шатла, добила је трофеј Harmon . Она је такође била пилот за СТС-84 1997. године. Колинс је била и први женски командант америчког свемирског брода са мисијом СТС-93, лансираном у јулу 1999. године, који је поставио Chandra X-Ray опсерваторију. Колинс је командовала СТС-114, NASA-ином мисијом "повратак у лет" како би тестирали побољшања сигурности и поново снабдели Међународну свемирску станицу (ISS). Лет је почео 26. јула 2005. и вратио се 9. августа 2005. Током СТС-114, Колинс је постаla први астронаут који је летео Спејс шатлом кроз комплетан маневар са 360 степени. Ово је било неопходно да би астронаути на ISS-у могли да фотографишу трбух шатла, како би се уверили да не постоји опасност од оштећења шатла услед наношења крхотина. Колинс је 1. маја 2006. објавиla да ће напустити NASA-у да проведе више времена са својом породицом и да се бави другим интересима. Од пензионисања из NASA-е, повремено се појављивала у јавности као аналитичар који је покривао лансирање шатла и слетање за CNN.

## Политичка активност
Дана 20. јула 2016. године, Колинс се обратила Републиканској националној конвенцији у Кливленду, Охајо. Претпостављала је да ће бити именована за администратора NASA-е под председником Трампом.

## Остале активности
Од свог избора 2007. године, Колинс је радила као директорка USAA-е, заменица председавајућег USAA-иног Одбора за ризик, а члан је USAA-иних чланских и технолошких и номинационих одбора. Према Nebraska Department of Insurance, Колинс прима годишњу плату од око 300.000 америчких долара годишнје, плус пуна пензија за њену службу као директор у USAA.